# Das Reich

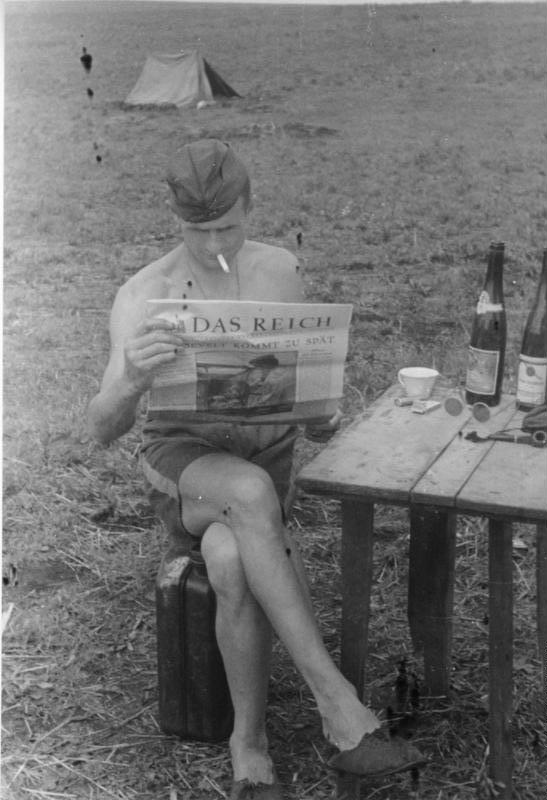
Duitse soldaat aan het front in Rusland met exemplaar van Das Reich (1941)

Das Reich was tussen 1940 en 1945 een wekelijkse uitgave van de NSDAP. Joseph Goebbels besloot als minister van propaganda vanaf mei 1940 een speciale nazikrant uit te geven. Het blad werd voornamelijk verspreid in nazi-Duitsland, maar ook in Zwitserland en enkele veroverde landen. Das Reich, uitgegeven door Deutscher Verlag, bevatte exclusieve artikelen, waaronder een wekelijks stuk geschreven door Goebbels zelf. De weekkrant werd op het hoogtepunt door meer dan een miljoen mensen gelezen.